# Sybaris (Ungeheuer)
Sybaris (altgriechisch Σύβαρις Sýbaris) ist in der griechischen Mythologie ein weibliches Ungeheuer.
Laut einer vom griechischen Mythographen Antoninus Liberalis überlieferten Verwandlungssage hauste die auch Lamia genannte Sybaris in einer großen Höhle des zu den südlichen Ausläufern des Parnass gehörigen Berges Kirphis, der sich nahe der im südwestlichen Phokis gelegenen und einen Hafenort von Delphi darstellenden Siedlung Krisa befand.
Das Untier verschlang Mensch und Vieh und verwüstete regelmäßig die ganze Umgebung. Als die Delphier ihr Orakel um Rat fragten, erhielten sie zur Antwort, dass sie einen ihrer Jünglinge dem Ungeheuer opfern müssten, um von dessen Verheerungen befreit zu werden. Durch das Los wurde hierzu Alkyoneus, der einzige Sohn des Diomos und der Meganeira, auserwählt. Mit einem Kranz geschmückt wurde er von den Priestern zur Höhle der Sybaris geführt. Doch auf dem Weg dorthin begegnete Alkyoneus durch göttliche Fügung dem Helden Eurybatos, Sohn des Euphemos, eines Nachkommen des Flussgottes Axios.
Durch die Schönheit des Opfers gerührt, beschloss Eurybatos, den Knaben zu retten. Er nahm den das Opfer bezeichnenden Kranz und ließ sich an Stelle von Alkyoneus zur Höhle führen. Daraufhin bekämpfte er das Untier erfolgreich und stürzte es den Felsen herab. Am Ort, wo es aufschlug, entsprang eine Quelle, die Sybaris genannt wurde. Auch die in Lukanien (Süditalien) gelegene Stadt Sybaris soll ihren Namen nach dem Ungeheuer erhalten haben.